# Daddala lucilloides
Daddala lucilloides är en fjärilsart som beskrevs av Louis Beethoven Prout 1924. Daddala lucilloides ingår i släktet Daddala och familjen nattflyn. Inga underarter finns listade i Catalogue of Life.